# Nabłotek
Nabłotek (Limnichus) – rodzaj chrząszczy z rodziny Limnichidae i podrodziny Limnichinae.

## Morfologia i występowanie
Przedplecze o bokach podgiętych ku spodowi, przez co jego obrębienie od góry niewidoczne. Tarczka znacznie dłuższa niż szeroka. Biodra odnóży tylnych bez podłużnej bruzdy.
Przedstawiciele rodzaju zamieszkują Palearktykę, krainę orientalną, Afrykę, Madagaskar oraz krainę australijską.
W Polsce występują 2 gatunki: L. pygmaeus i L. sericeus.

## Taksonomia
Rodzaj opisany został w 1829 roku przez Pierre’a-André Latreille’a.
Opisano 55 gatunków z tego rodzaju:
- Limnichus aeneipennis Pic, 1935
- Limnichus africanus Pic, 1923
- Limnichus angustulus Weise, 1877
- Limnichus astruci Pic, 1922
- Limnichus ater Lea, 1920
- Limnichus aurosericus Jacquelin du Val, 1857
- Limnichus australis Erichson, 1842
- Limnichus brevior Fairmaire, 1898
- Limnichus coomani Pic, 1935
- Limnichus cuneatus Champion, 1923
- Limnichus curtus Pic, 1922
- Limnichus decorus Broun, 1880
- Limnichus demoulini Delève, 1968
- Limnichus ellipticus Lea, 1920
- Limnichus falsus Delève, 1971
- Limnichus fragilicornis Wollaston, 1868
- Limnichus fulvopubens Pic, 1922
- Limnichus globosus Champion, 1923
- Limnichus incanus Kiesenwetter, 1851
- Limnichus inornatus Weise, 1877
- Limnichus javanicus Pic,1922
- Limnichus latiusculus Reitter, 1901
- Limnichus lederi Weise, 1877
- Limnichus lewisi Nakane, 1963
- Limnichus longitarsis Champion, 1923
- Limnichus marmoratus Fairmaire, 1898
- Limnichus micraspis Champion, 1923
- Limnichus monticola Delève, 1968
- Limnichus murinus Baudi, 1870
- Limnichus nigripes Broun, 1893
- Limnichus obliteratus Champion, 1923
- Limnichus orientalis Motschulsky, 1861
- Limnichus palawanus Delève, 1973
- Limnichus picinus Broun, 1881
- Limnichus pruinosus Fleischer, 1909
- Limnichus pumilio Obenberger, 1916
- Limnichus punctatus Broun, 1880
- Limnichus punctipennis Kraatz, 1858
- Limnichus pygmaeus Sturm, 1807
- Limnichus ruficolor Pic,1935
- Limnichus rufipes Pic, 1923
- Limnichus rufulopubens Fairmaire, 1897
- Limnichus rufus Pic, 1923
- Limnichus saegeri Delève,1968
- Limnichus sericeus Duftschmid, 1825
- Limnichus subchalybeus Reitter, 1881
- Limnichus subelongatus Pic, 1922
- Limnichus subnotatus Champion, 1923
- Limnichus sulcatulus Pic, 1922
- Limnichus tonkineus Fairmaire, 1888
- Limnichus trachyformis Pic, 1922
- Limnichus turkestanicus Pic, 1905
- Limnichus unistriatus Champion, 1923
- Limnichus vagegluttatus Fairmaire, 1898
- Limnichus waelbroecki Delève, 1968